# アップルマート
株式会社アップルマート（英称：APPLE MART） は、かつて東京都港区に本部を置いていたコンビニエンスストア。首都圏を中心にフランチャイズ展開していた。元・社団法人日本フランチャイズチェーン協会正会員である。

## 沿革
- 1982年
  - 3月11日 - 泉屋のコンビニエンス部門として株式会社アップルマートが設立される[1][2]。
  - 5月21日 - 直営店第一号店であるマルタカ店が東京都三鷹市に開店[2]。
  - 10月21日 - 加盟店第一号店開店。
- 1986年4月21日 - 弁当店を併設した小規模コンビニの「アップルミニ」1号店を東京都中野区に出店[3]。
- 1991年 - 東京都中央区日本橋と中央区京橋に小規模コンビニの実験店を出店[4]。
- 1995年12月 - 本社所在地を東京都練馬区中村北1丁目9番10号へ移転。
- 2005年
  - 9月1日 - 代表取締役渡部吉高が保有全株式を5000万にて株式会社篠崎屋へ譲渡し、子会社化[5]。
  - 9月30日 - 株式譲渡契約の解除条項に抵触した事実が判明し、株式譲渡契約解除。全株式を渡部吉高に返却[6]。
- 2006年4月 - 株式会社逸品にアップルマートのフランチャイズ事業を業務委託[7]（以降事業実態不明）。

## サービス
- コピーサービス
- DPE受付
- クロネコヤマト宅急便サービス
- クリーニング取次ぎ

## 店舗数
- 1983年6月時点 - 埼玉3店舗、東京10店舗　合計13店舗[2]。
- 1989年2月時点 - 直営2店舗　FC加盟店45店舗　合計47店舗[1]。
- 1993年7月時点 - 都内42店舗、埼玉県内8店舗、神奈川県内1店舗　合計51店舗[4]。
- 2005年9月時点 - 都内を中心に41店舗を運営[8]。
- 2025年時点 - 茨城1店舗　合計1店舗